# Станіслав Ґжесюк
Станіслав Ґжесюк (6 травня 1918, Мальков — 21 січня 1963, Варшава) — польський письменник, співак (званий Bard Czerniaków), електромеханік за професією. Автор автобіографічної трилогії: «Босо, але в шпорах», «П'ять років таборів» та «На маргінезі життя». Популяризатор довоєнного черняківського фольклору.
Станіслав Ґжесюк провів своє дитинство та юність у варшавському Чернякові, одній з найбідніших частин Мокотува довоєнної столиці. У діалекті Чернякова цю частину міста називали «Низ (пол. Dół)» . Сім'я Ґжесюків жила у квартирі на першому поверсі неіснуючого чотириповерхового житлового будинку за адресою вул. Tatrzańska 10 [13] (застава № 7065). Житловий будинок був спалений німцями під час Варшавського повстання наприкінці серпня 1944 року.
У 1934 р. почав працювати на Державному телерадіоінженерному заводі по вул. Гроховська 341. У 1937 році склав іспит на підмайстра. Того ж року записався на Державні курси радіотехніки, які проходили у школі Вавельберга і Ротванда. Однак він їх не закінчив.

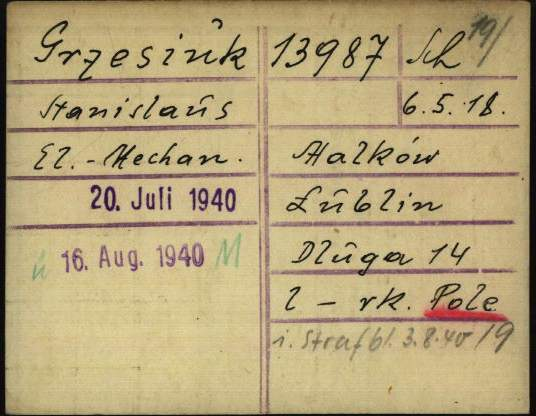
Реєстраційна картка Станіслава Гжесюка як в'язня в нацистському концтаборі Дахау

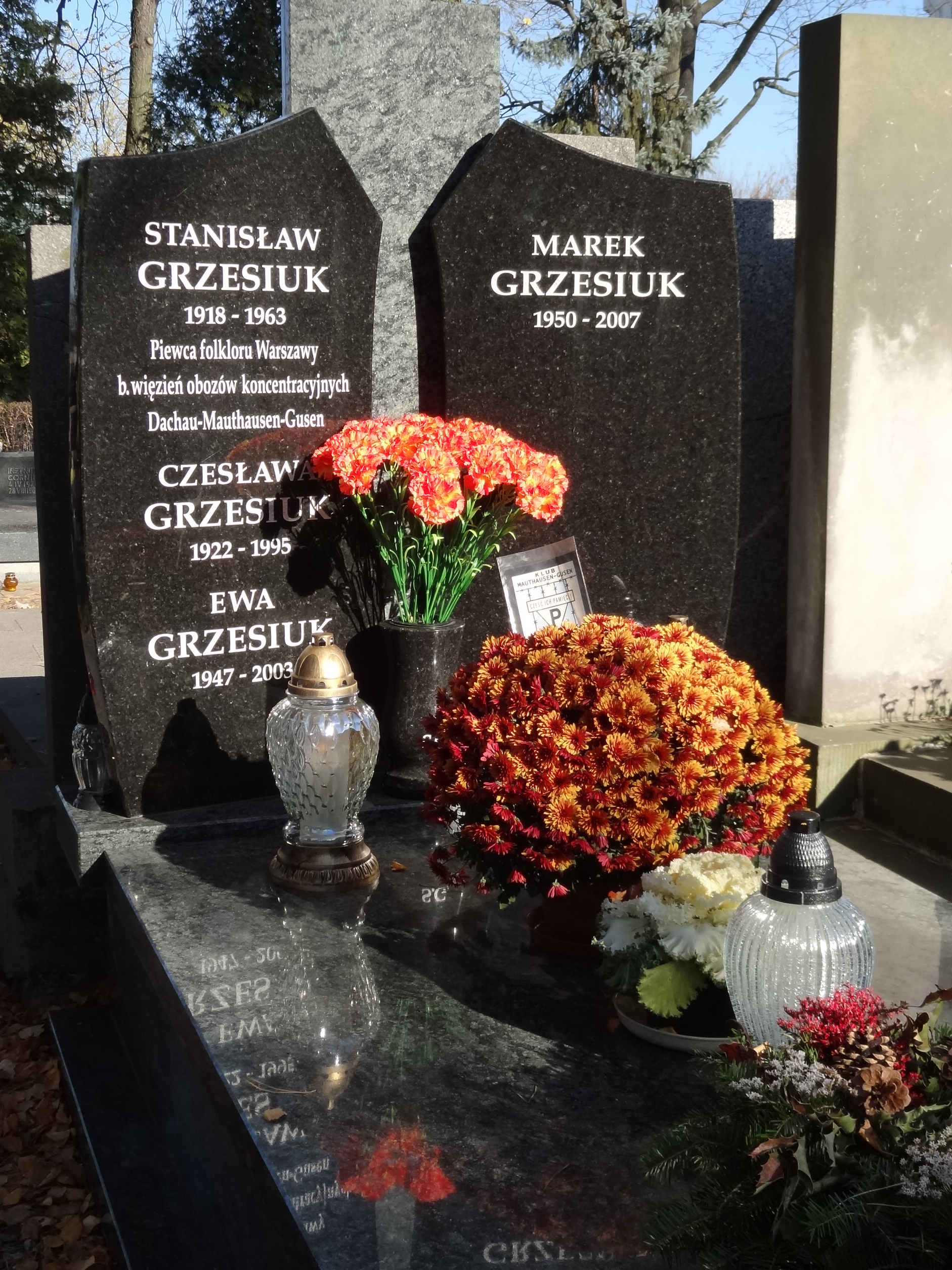
Відремонтована могила Гжесюка у Варшаві напередодні Дня всіх святих 2021 року

У перші дні вересня 1939 разом із друзями покинув Варшаву, щоб приєднатися до військ польської армії. Повернувся додому після здачі міста. Він долучився до боротьби проти німецьких окупантів у підпіллі. Його заарештували під час облави та відправили на примусові роботи до Німеччини, поблизу Кобленца. Потім відправили до концтабору Дахау за побиття німецького господаря та втечі зі свого господарства.

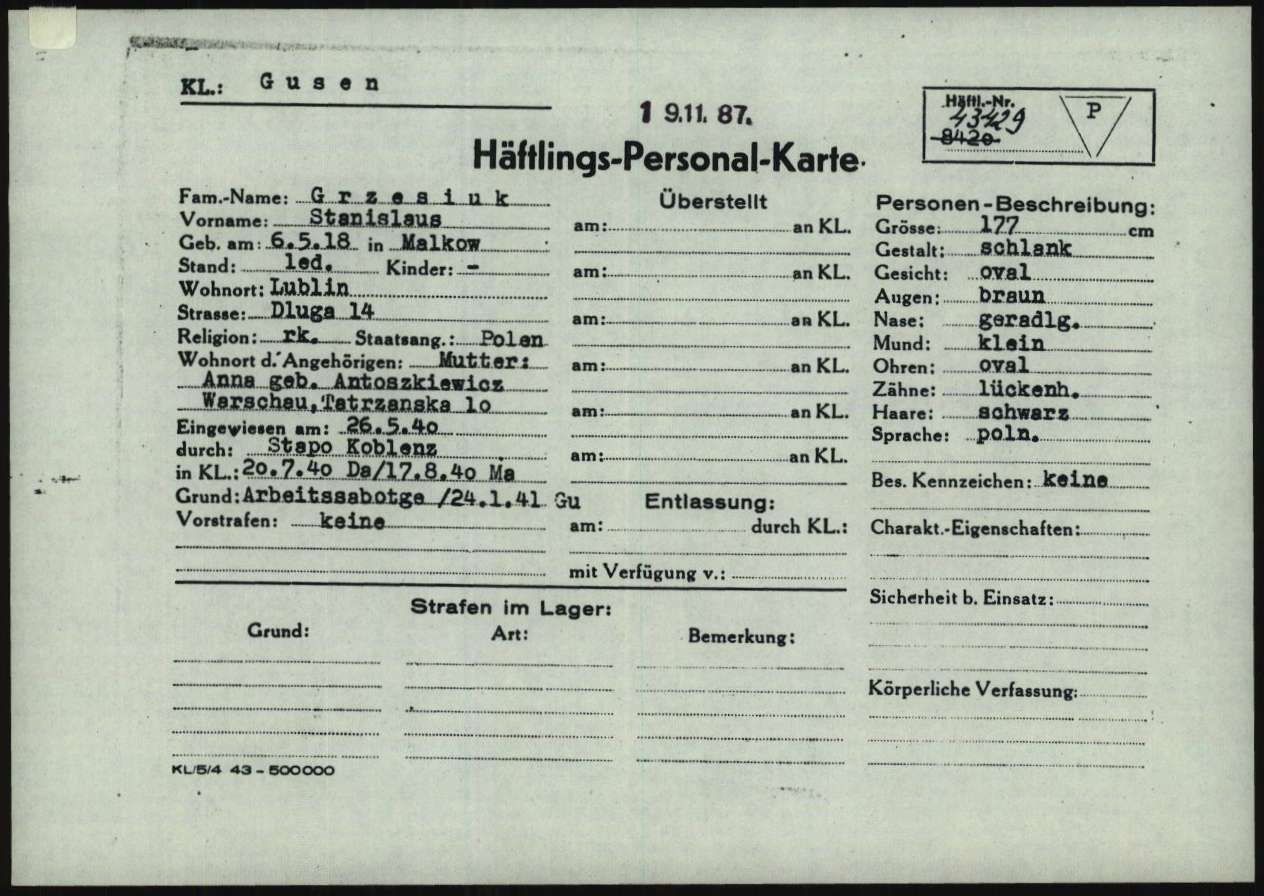
Реєстраційна картка в Маутгаузен/Гузен

Пробув у Дахау з 4 квітня по 16 серпня 1940 р. Потім його перевели до Маутгаузена, де він пробув до 5 травня 1945, тобто до звільнення табору американськими військами.

9 липня 1945 року він повернувся до Польщі. Після одруження у 1946 році він жив із дружиною у підвалі житлового будинку за адресою вул. Гротджера 4. У 1949 родина Ґжесюків переїхала до кімнати обслуговування Інфекційної лікарні № 2.

У 1946 р. вступив до Польської робітничої партії. Став інструктором у райкомі партії. У 1949 році пройшов тримісячний курс заступників директора та працював на адміністративних посадах у варшавських лікарнях.